# Ambulu (Losari)
Ambulu is een bestuurslaag in het regentschap Cirebon van de provincie West-Java, Indonesië. Ambulu telt 6734 inwoners (volkstelling 2010).